# بيونيك كوماندو
بيونيك كوماندو (بالإنجليزية:Bionic Commando) (باليابانية:ヒットラーの復活 トップシークレット) ، هي لعبة إلكترونية من نوع آركيد ، أنتجت من قبل شركة كابكوم سنة 1988 ، وتدور القصة حول البطل يحارب المخططات مايوصف بالشريرة التي يقوم بها النازية.

## الاختلاف في وصف العدو
وضع شعار سواستيكا النازية في لعبة بيونيك كوماندو في النسخة اليابانية، وعندما ترجمت إلى اللغة الإنجليزية تمت بإستبدال شعار النازية بشعار النسر الأسود.

## وصلات خارجية
- Bionic Commando على موبي غيمز
- Illustrated Bionic Commando story